# 波崎事件
波崎事件（はさきじけん）とは茨城県鹿島郡波崎町（現在は神栖市）で発生した青酸化合物による保険金殺人事件である。

## 事件の概要
1963年8月26日の深夜、茨城県鹿島郡波崎町の男性（当時35歳）が帰宅後に苦しみだし、搬送先の病院で死亡した。遺体からは青酸化合物が検出され、警察は殺人事件として捜査を開始した。被害者のイトコの内縁の夫である男性T（当時46歳）が私文書偽造、同行使の容疑で逮捕されており、同年11月にTを1959年に発生した殺人未遂についてもあわせて起訴した。
Tは殺人、私文書偽造、同行使、殺人未遂の罪に問われ、1966年12月24日に水戸地方裁判所土浦支部（田上裁判長）で死刑判決を言い渡された。Tが控訴したところ、1973年7月6日に東京高等裁判所第1刑事部（堀義次裁判長）は殺人未遂については原判決に理由不備、事実誤認があるとして原判決を破棄したが、その上で改めてTを死刑とする判決を宣告した。同判決はおじ夫婦に対する殺人未遂について、別人の犯行の疑いもあるとして無罪としたが、男性に対する殺人罪については第一審の認定を全面的に認定し、殺人と私文書偽造、同行使の罪だけで改めて死刑を言い渡したものである。Tは上告したが、最高裁判所第一小法廷（藤林益三裁判長）は1976年4月1日に上告を棄却する判決を言い渡し、Tの死刑が確定した。
その後、2度にわたり再審が請求されたが、無罪を証明する明らかな証拠を提出していないために棄却され、3度目の再審請求準備中の2003年9月3日の午前1時48分、慢性腎不全により収容先の東京拘置所にて死亡（享年86）。晩年は慢性腎不全のため輸血や透析の治療を受けながら寝たきりの生活が続いていた。
当時、最高裁判事であった団藤重光は、この裁判を機に死刑廃止論を展開した。

## 弁護側の主張
被疑者は一貫して無罪を主張しており、その主張は次のとおりである。
- 有罪の根拠は、被害者が死ぬ直前に「薬を飲まされた。H（男性の屋号）だ」と発言したという被害者の妻の証言[4]と、生命保険金の受取人が被疑者であったことと帰宅前の被害者に最後に接触して毒物を飲ませることができた可能性が最も高い人物であるとの状況証拠だけである。
- 生命保険は元々は受取人は途中から却下取消を申し込み勧誘員も了承していたが、被疑者の知らないところで契約ノルマのために勧誘員によって保険契約が締結されており、被疑者が生命保険が成立していることを知らなかった可能性がある。
- 毒物の入手先を検察側は実証していない。
- 毒物の鑑定方法にも疑問がある。

## 関連書籍
- 足立東『情況証拠―「波崎事件」無罪の証明』（朝日新聞社）、1990年。ISBN 4022562498
- 根本行雄『司法殺人～『波崎事件』と冤罪を生む構造～』（影書房）、2009年。ISBN 4877143882
- 片岡健編『絶望の牢獄から無実を叫ぶ　―冤罪死刑囚八人の書画集―』（鹿砦社）、2016年。ISBN 4846310906-事件や裁判の顛末のほか、被疑者が自ら綴った約8万字の控訴趣意書や死刑確定後に支援者とやりとりしていた手紙が紹介されている。